# Ollantaytambo

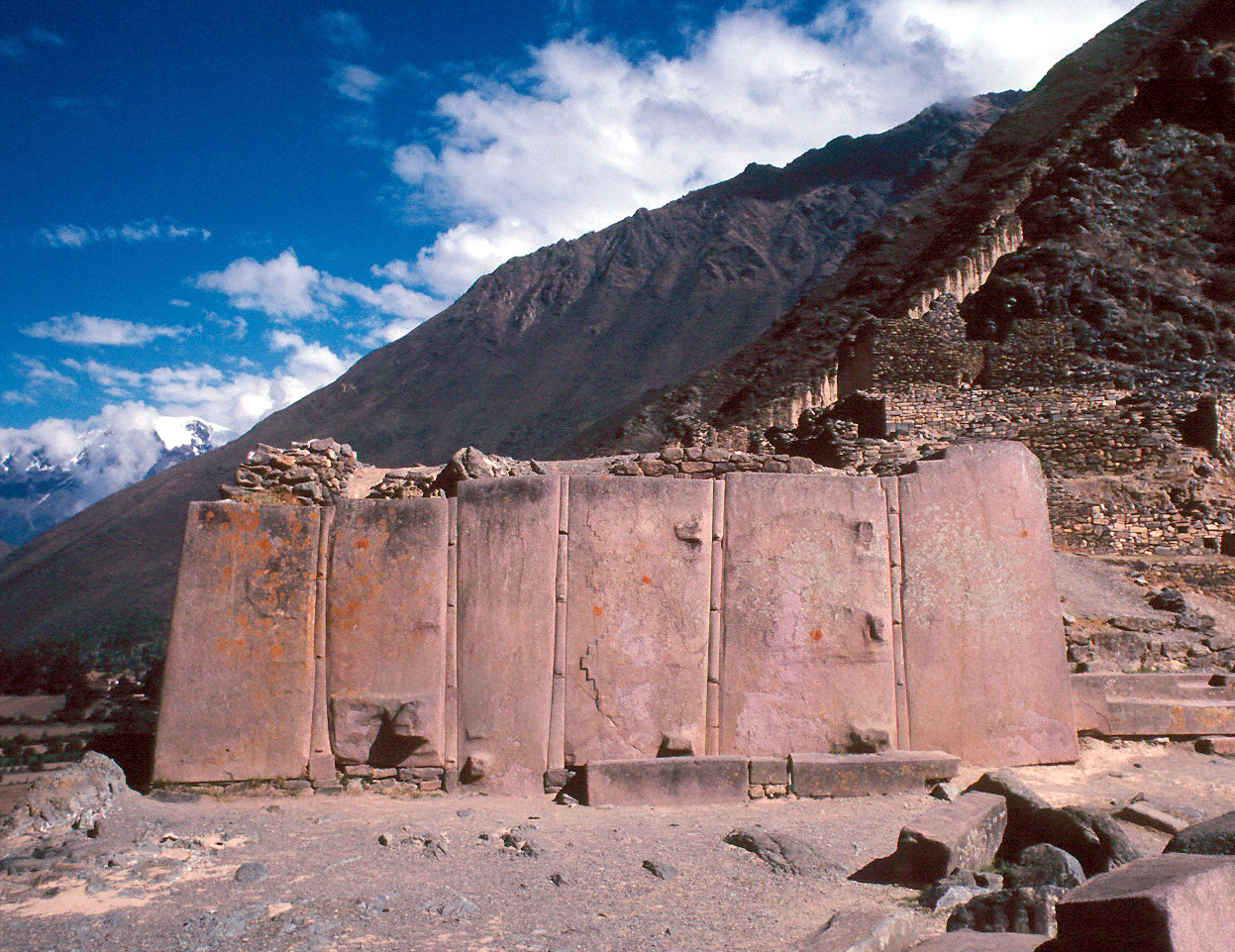
Templo do Sol

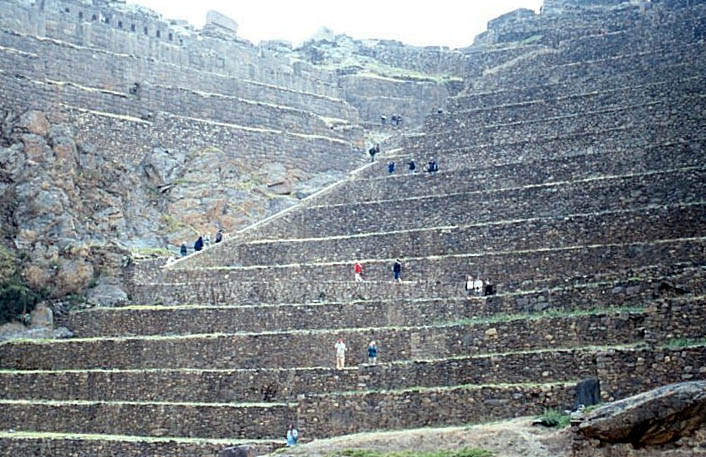
Terraço

Ollantaytambo ou Ullantaytanpu (quechua: Ullantay Tampu) é um Parque Arqueológico Nacional de arquitetura incaica. Atualmente ao lado da obra monumental está localizado um povoado que é a capital do Distrito de Ollantaytambo (Província de Urubamba), situado na parte sul a cerca de 90 km a noroeste da cidade de Cusco. É um dos pontos de partida do caminho para Machu Picchu
Esta cidade constituiu um complexo militar, religioso, administrativo e agrícola. A entrada é feita pela porta chamada Punku-punku.

## Localização
Ollantaytambo está localizado no distrito de mesmo nome, província de Urubamba, aproximadamente a 60 quilômetros a noroeste da cidade de Cusco e tem uma altitude de 2.792 metros acima do nível do mar.

## Arquitetura
Trata-se de um dos complexos arquitetônicos mais monumentais do antigo Império Incaico. Comumente chamado "Fortaleza", devido a seus descomunais muros, foi na realidade um  tambo ou cidade-alojamento, localizado estrategicamente para dominar o Vale Sagrado dos Incas.
O tipo arquitetônico empregado, assim como a qualidade de cada pedra, trabalhada individualmente, fazem de Ollantaytambo uma das obras de arte mais peculiares e surpreendentes que realizaram os antigos peruanos, especialmente o Templo do Sol e seus  gigantescos monólitos. Algumas das rochas utilizadas na construção são somente encontradas a alguns quilômetros da cidade, o que revela o domínio de técnicas avançadas de transporte de rochas. As pedras eram trabalhadas antes de serem transportadas e nesse trabalho eles deixavam sulcos para facilitar o transporte, mediante amarração de cordas.
As ruas retas, estreitas e pitorescas hoje formam quinze grupos de casas localizadas ao norte da praça principal da cidade, que constituem em si um verdadeiro legado histórico. Algumas casas da época tipo colonial estão construídas sobre belos muros incaicos polidos com esmero. Os tons da pedra são alegres, de uma cor de flor petrificada, rosa escuro. Na praça principal um grande bloco de perfeitas arestas encaixa em uma dupla fileira seus quinze ângulos de estrela terrestre.

## Origem do nome
O historiador cusquenho Valentín Martíne afirma que a origem do nome de Ollantaytambo, vem do nome do general do Antisuyo chamado Ollantay que residia e tinha seu quartel general nesta localidade. 
O cronista Garcilaso de la Vega, depois de elogiar a grandeza e magnificência das antigas fortificações do Tanpu, conta que estas foram mandadas construir pelo Inca Wiraquocha, assim como os grandes e antigos edifícios que existem nesse lugar. 

## Turismo

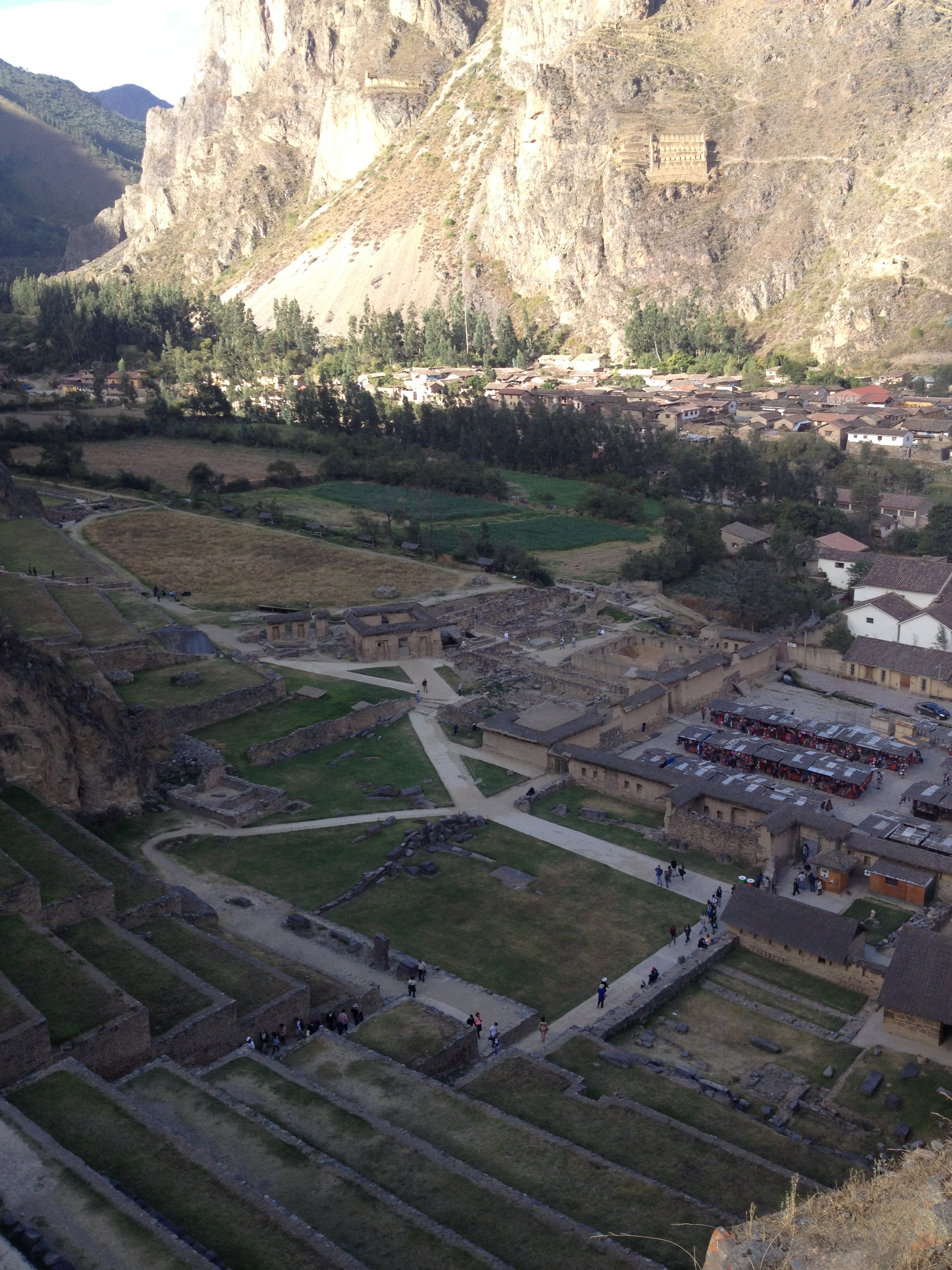
Vista superior dos terraços agricolas e do portão de entrada

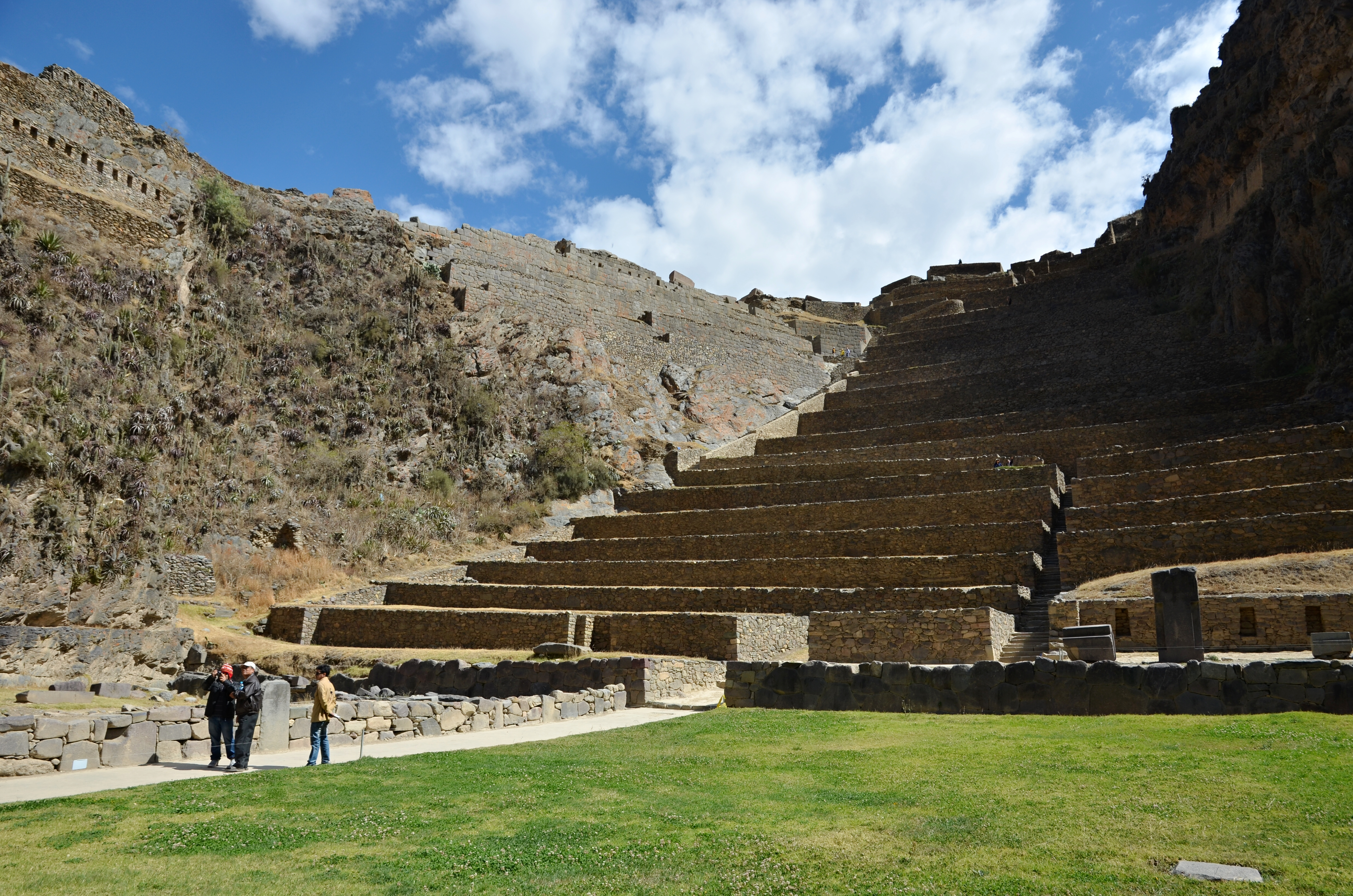
Outra vista dos terraços agrícolas

Ao lado deste local existe um pequeno povoado e algumas pousadas. Fica próximo a Cusco, onde comumente se hospedam os turistas. Existem passeios que saem da cidade ou de Cusco e que dão a volta por vários sítios arqueológicos próximos à cidade, incluindo Ollantaytambo. 
No vilarejo há pequenas lojas de artesanato e mercados com água e comida. Na estação ferroviária há saída diária de trens para Águas Calientes, de onde se acessa Macchu Picchu. O trajeto em trem é feito em cerca de 90 a 120 minutos.
Para quem desejar conhecer um pouco mais sobre a cultura, do ponto de vista dos próprios habitantes, vale a pena visitar o Bio Museu, um local pouco conhecido dos turistas, mas com rico acervo cultural.

## Galeria

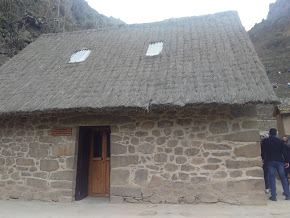
Reconstrução de uma casa do período.
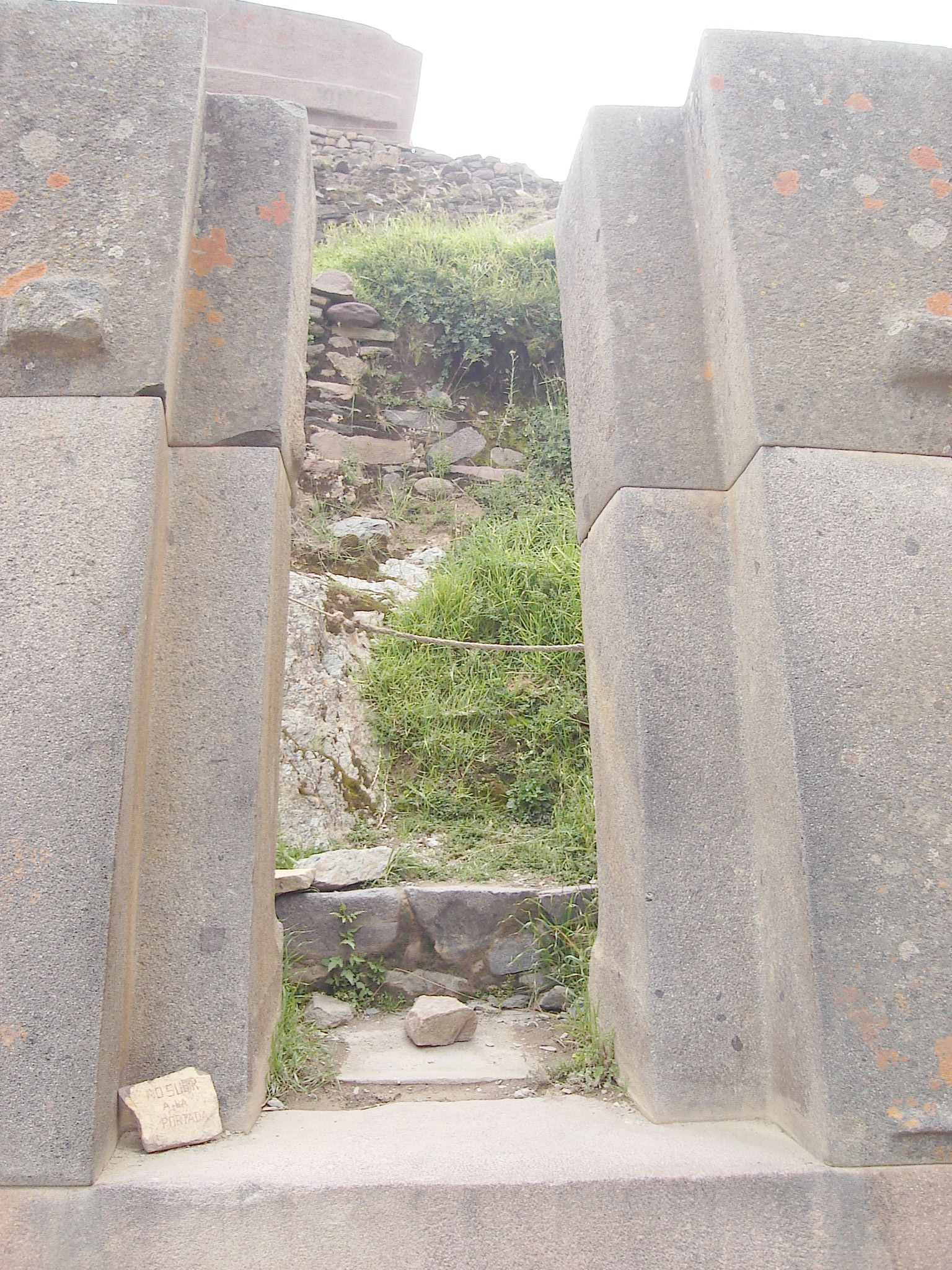
Exemplo do trabalho em rocha dos Incas mostrando o alinhamento perfeito das construções.
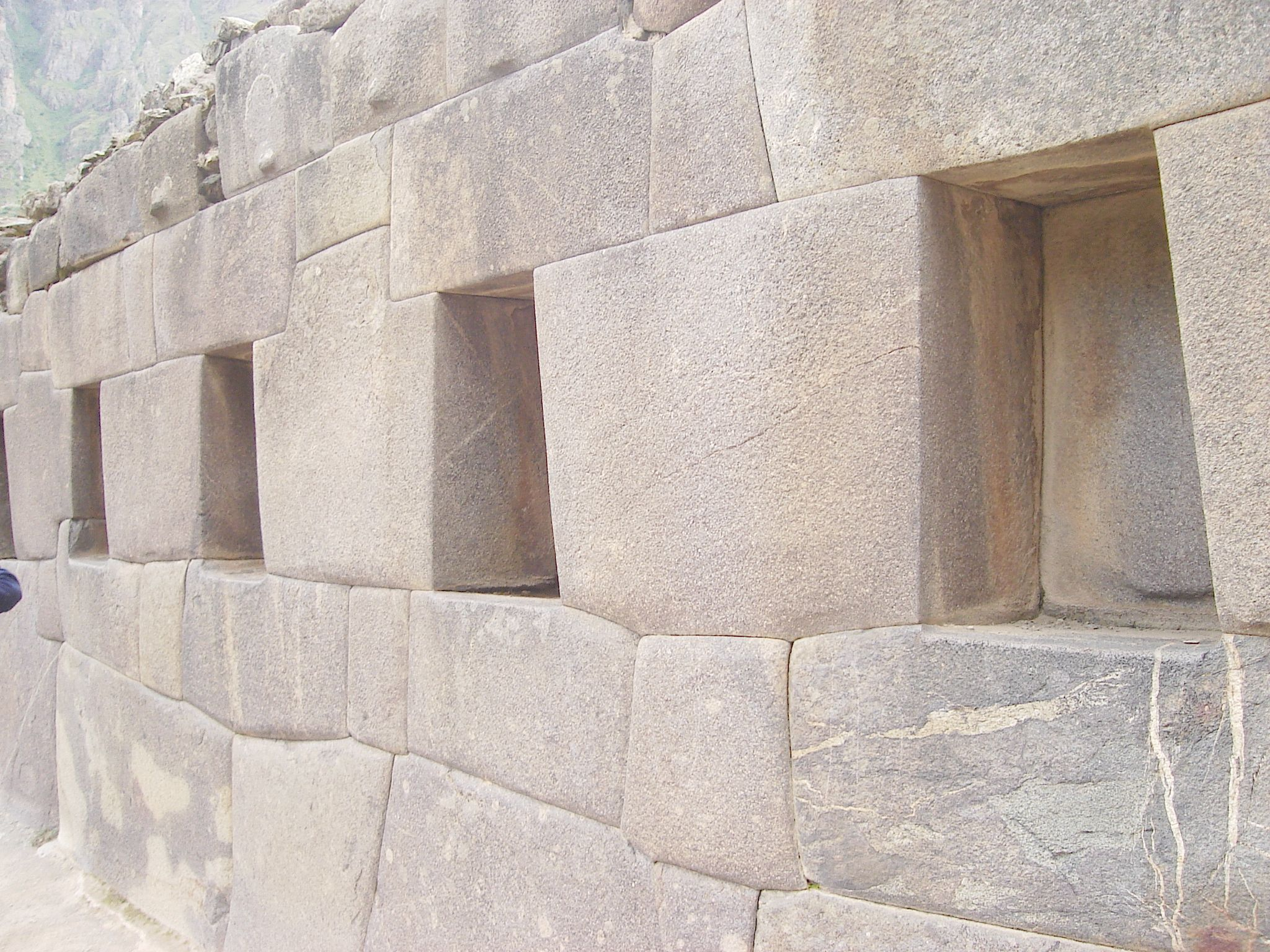
Nichos onde se colocavam oferendas.
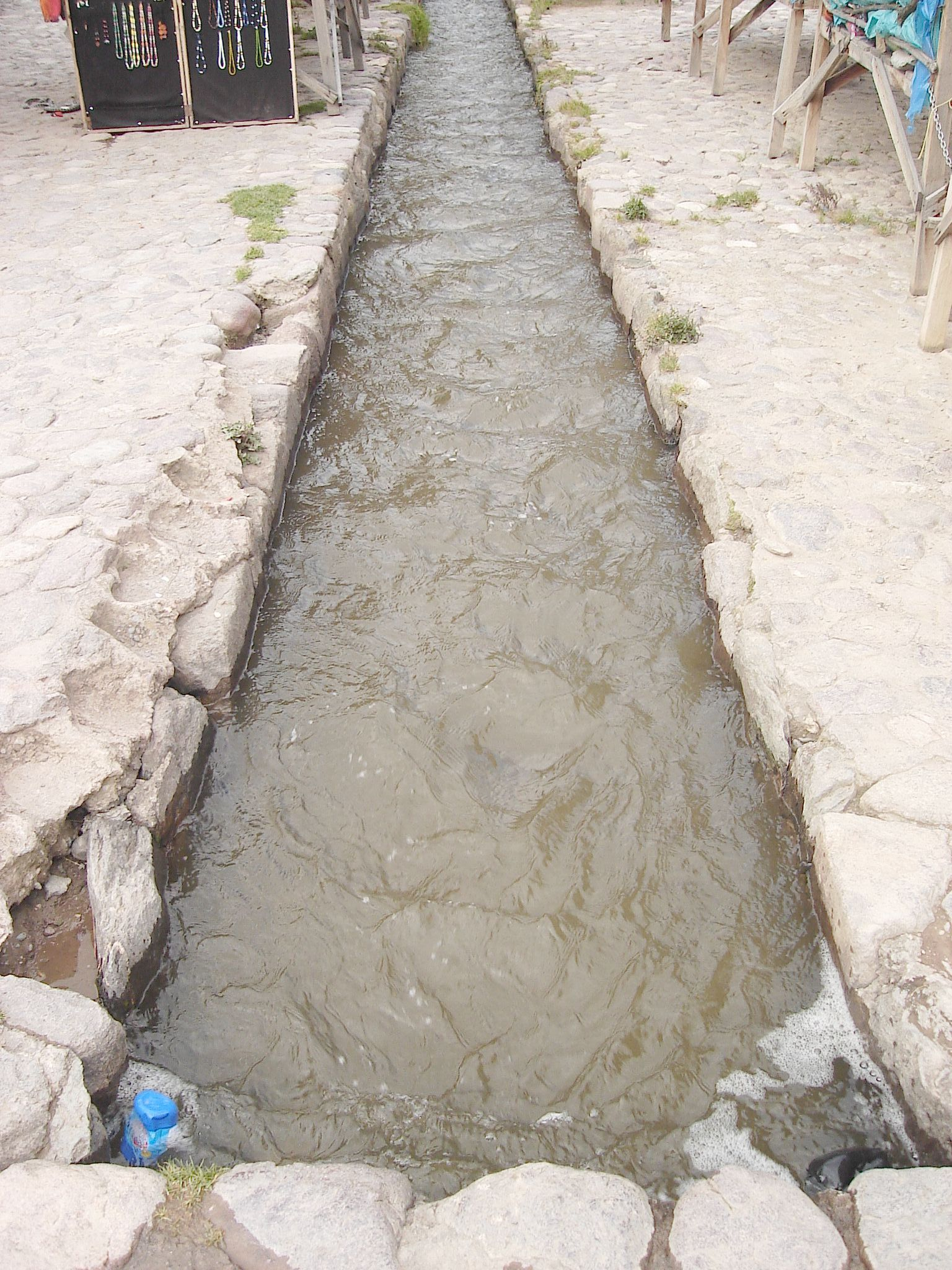
Sistema de distribuição de água da cidade.
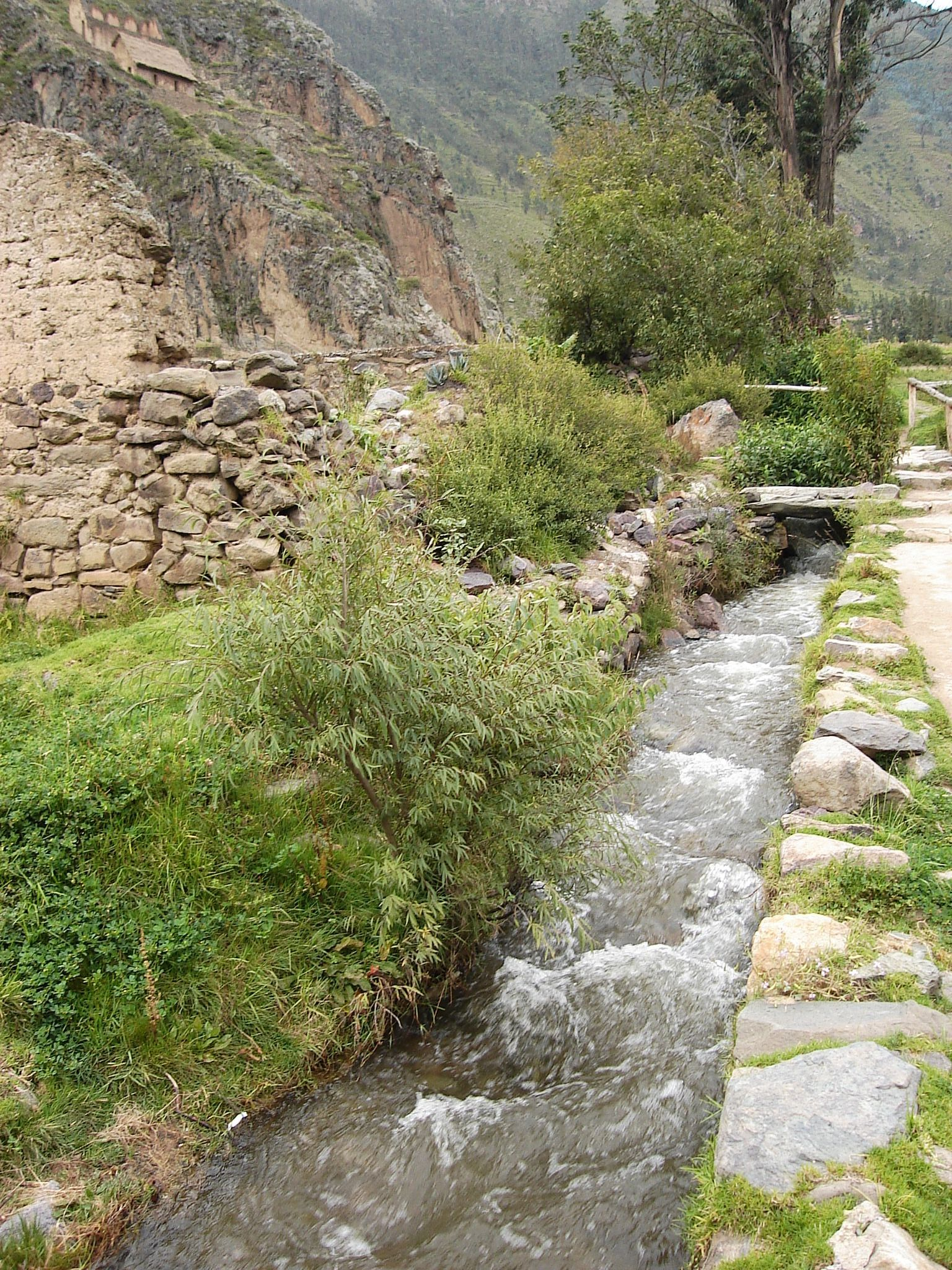
Sistema de distribuição de água da cidade.
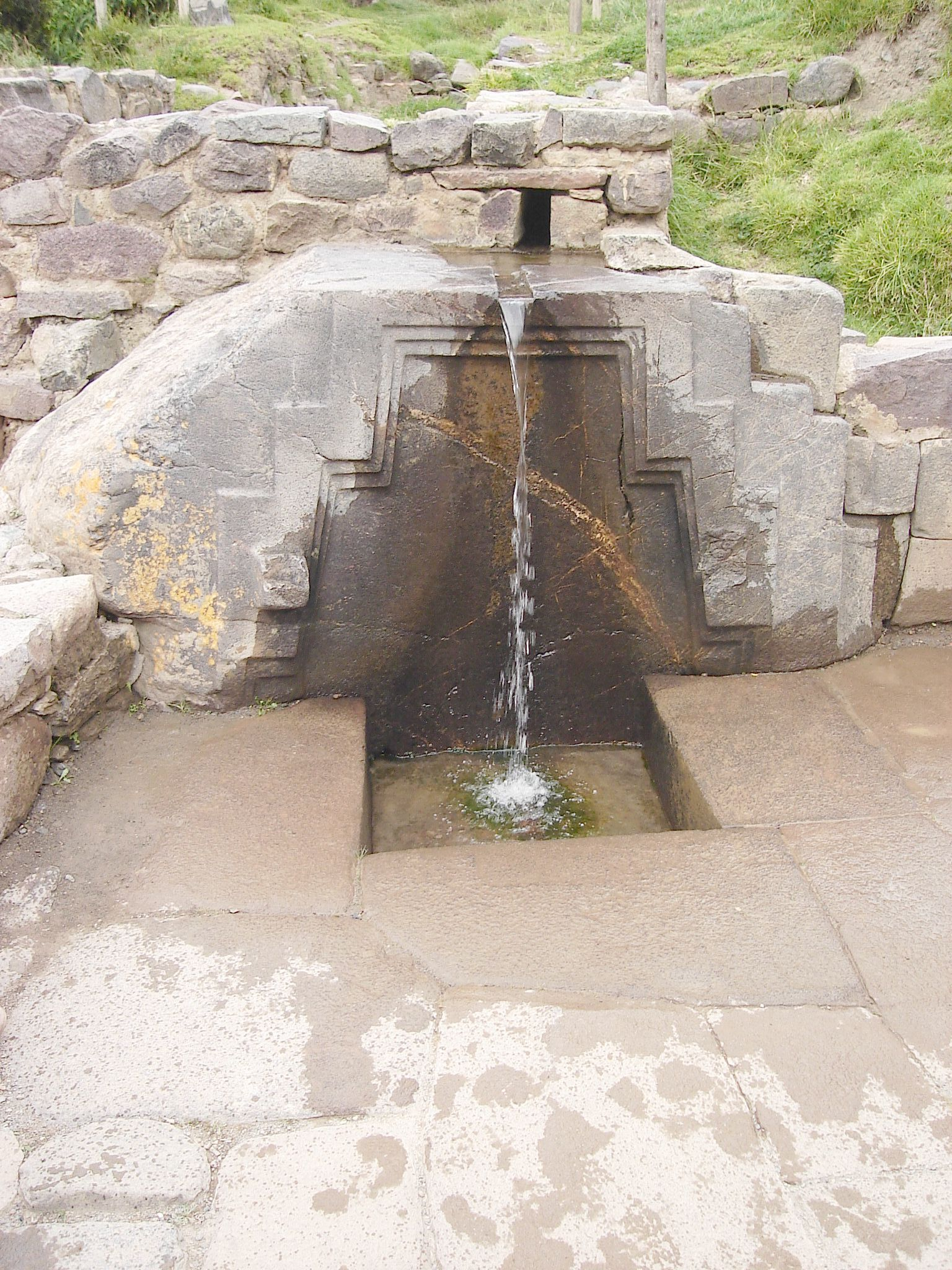
Uma das Fontes de água da cidade.
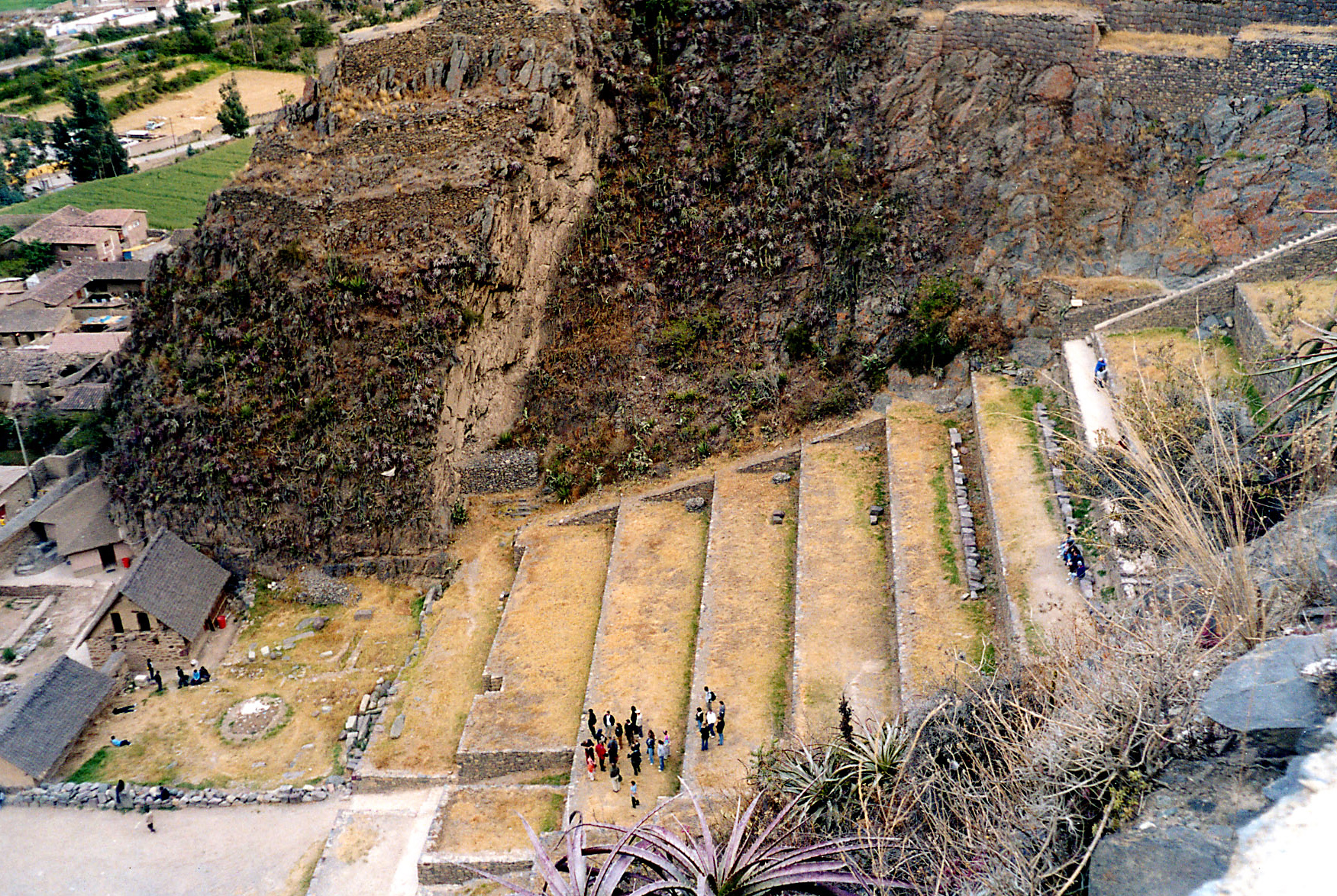
Escadaria.
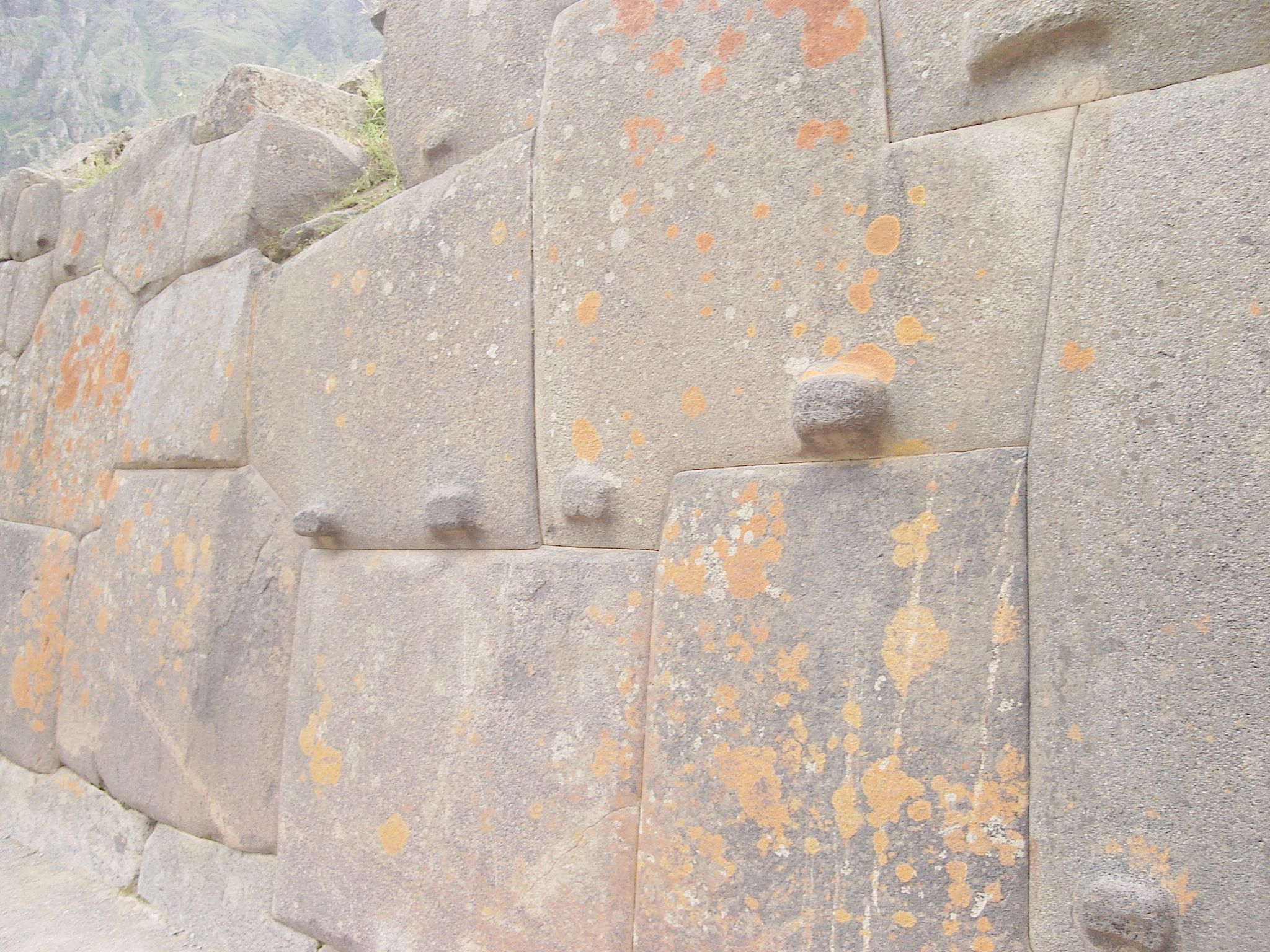
Parede ainda não polida, sinal de que a cidade ainda estava em construção.
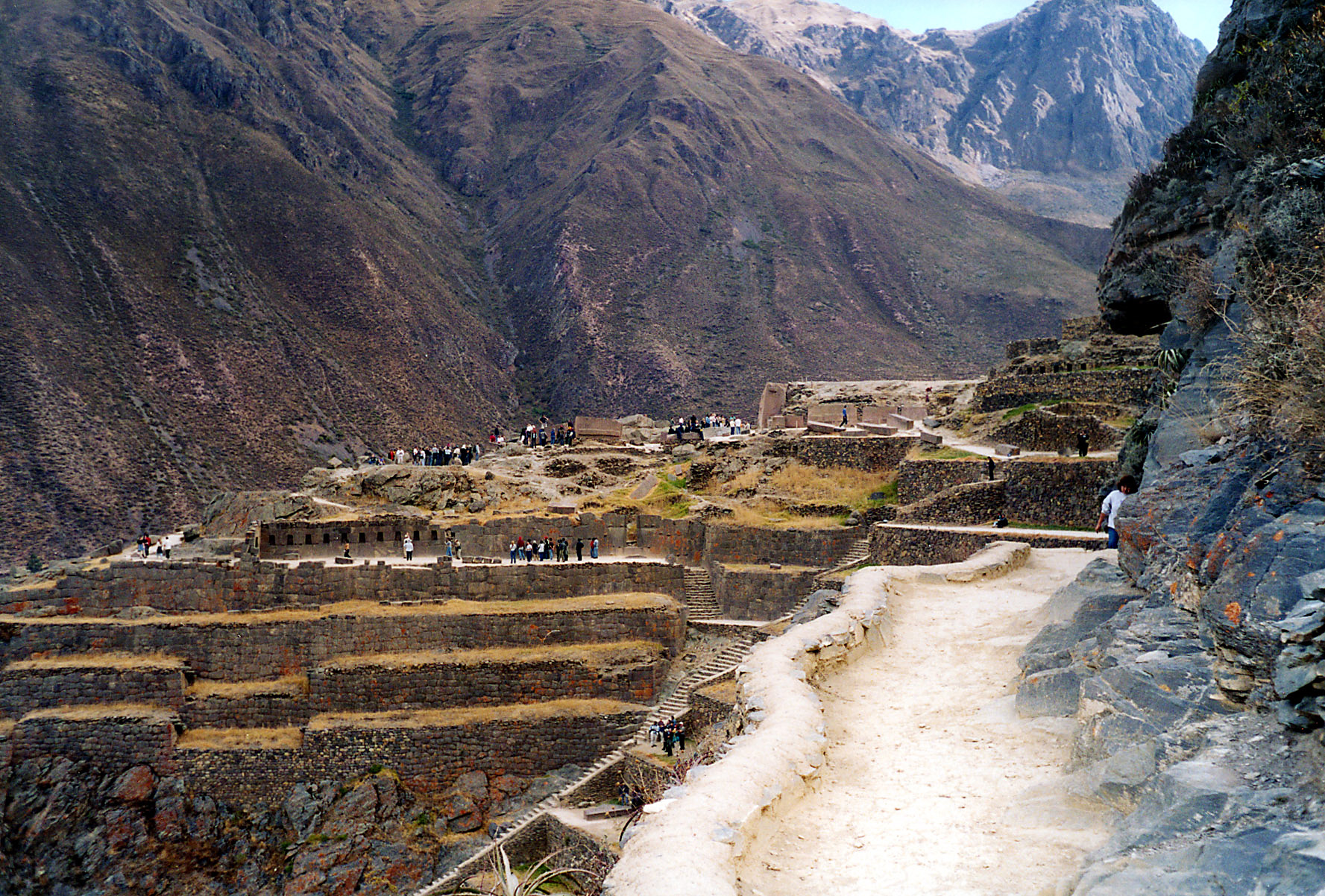
A cidade vista pelo alto.
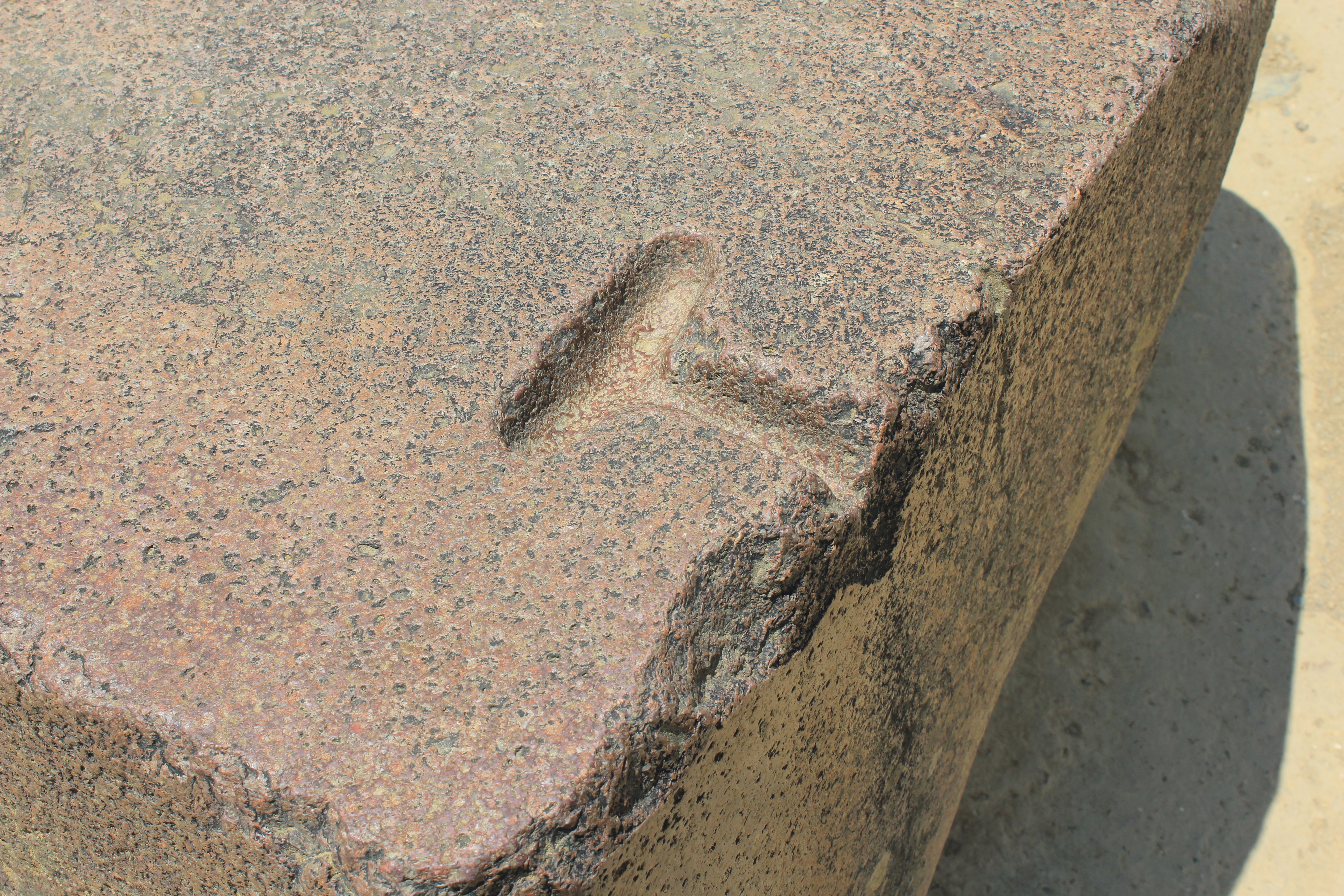
Detalhe da lavra da pedra onde seria fundido um pino de ligação.
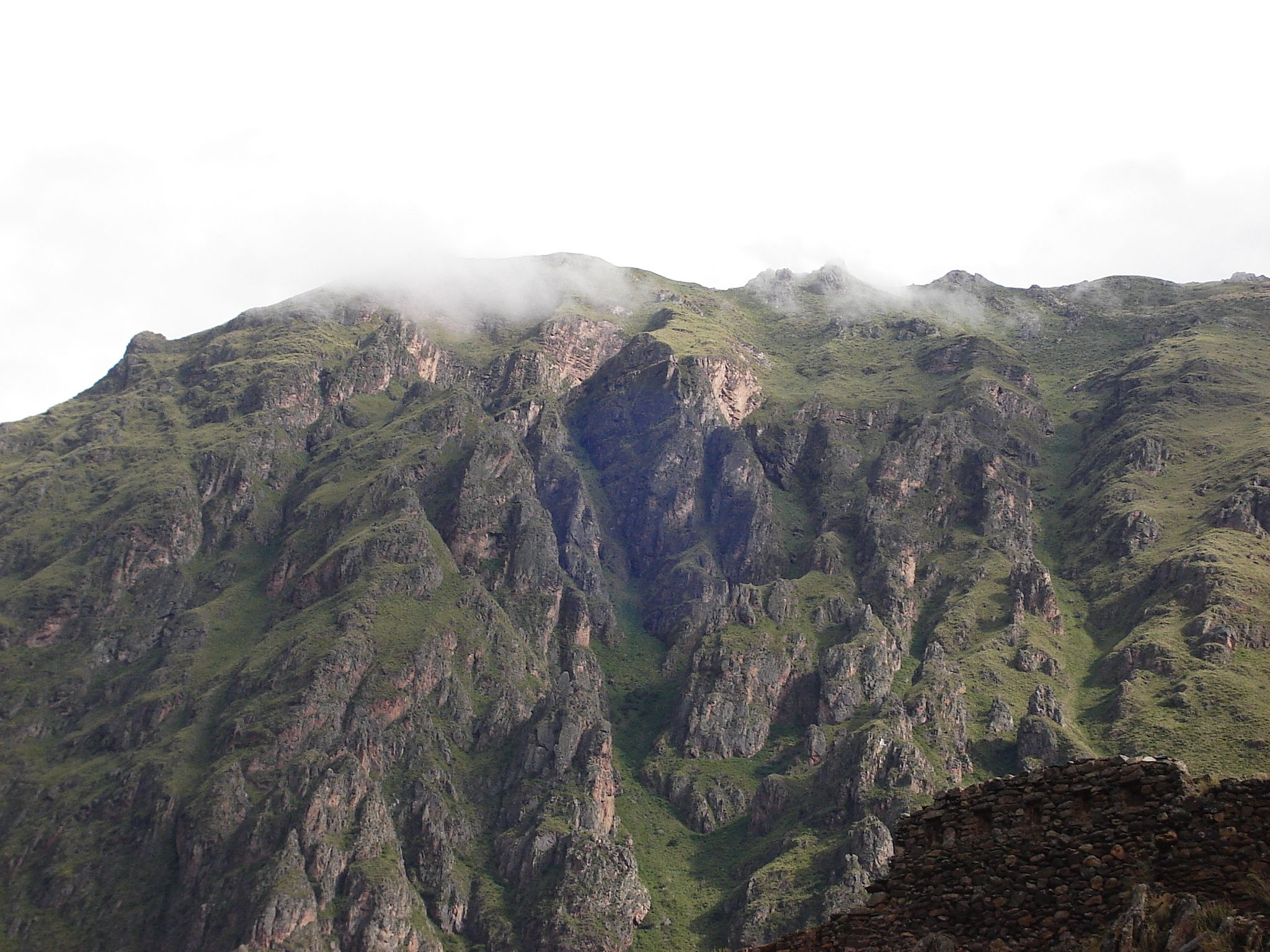
Montanha que cerca a cidade.
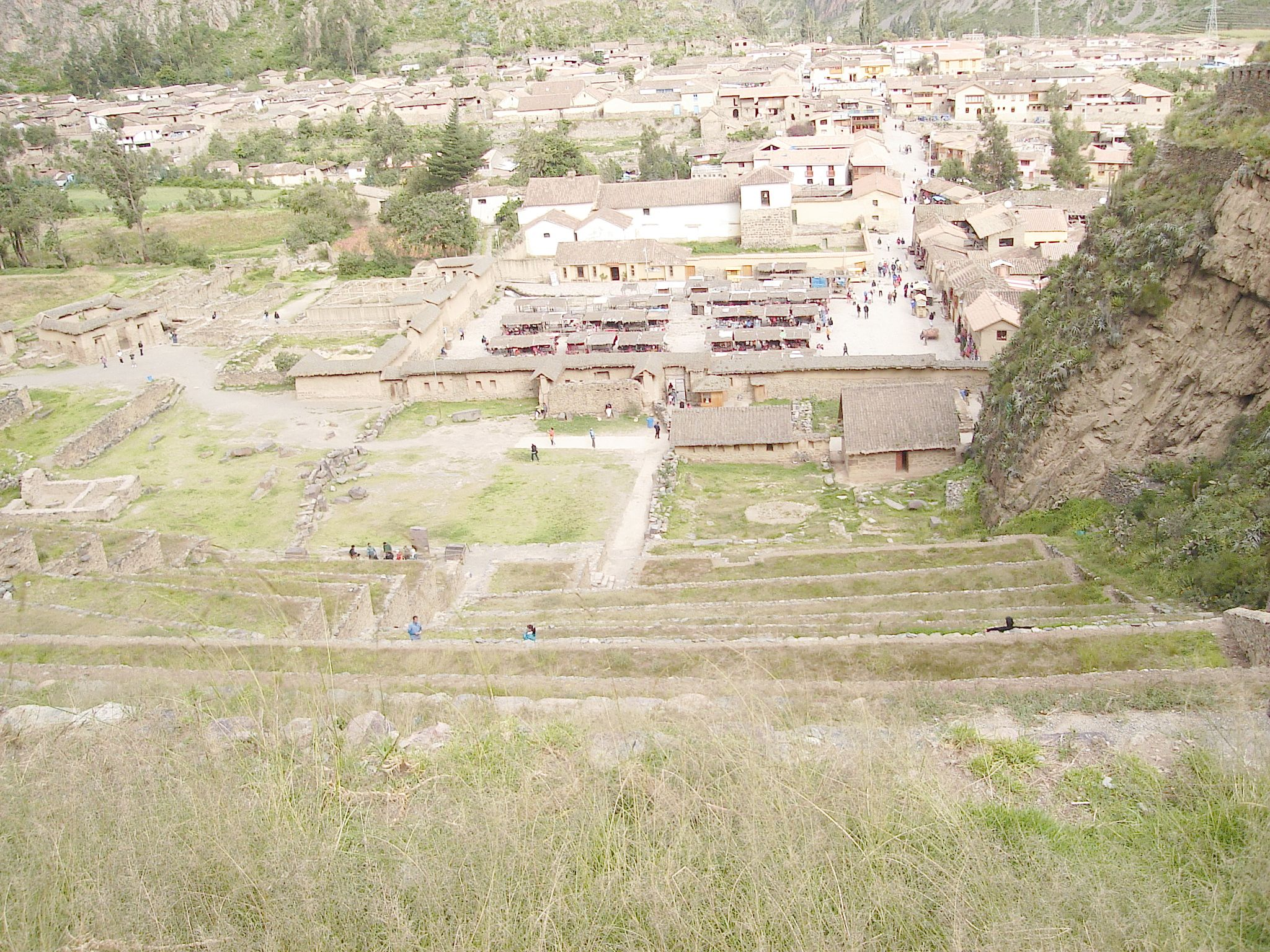
Vista do povoado, a partir do alto das ruínas.
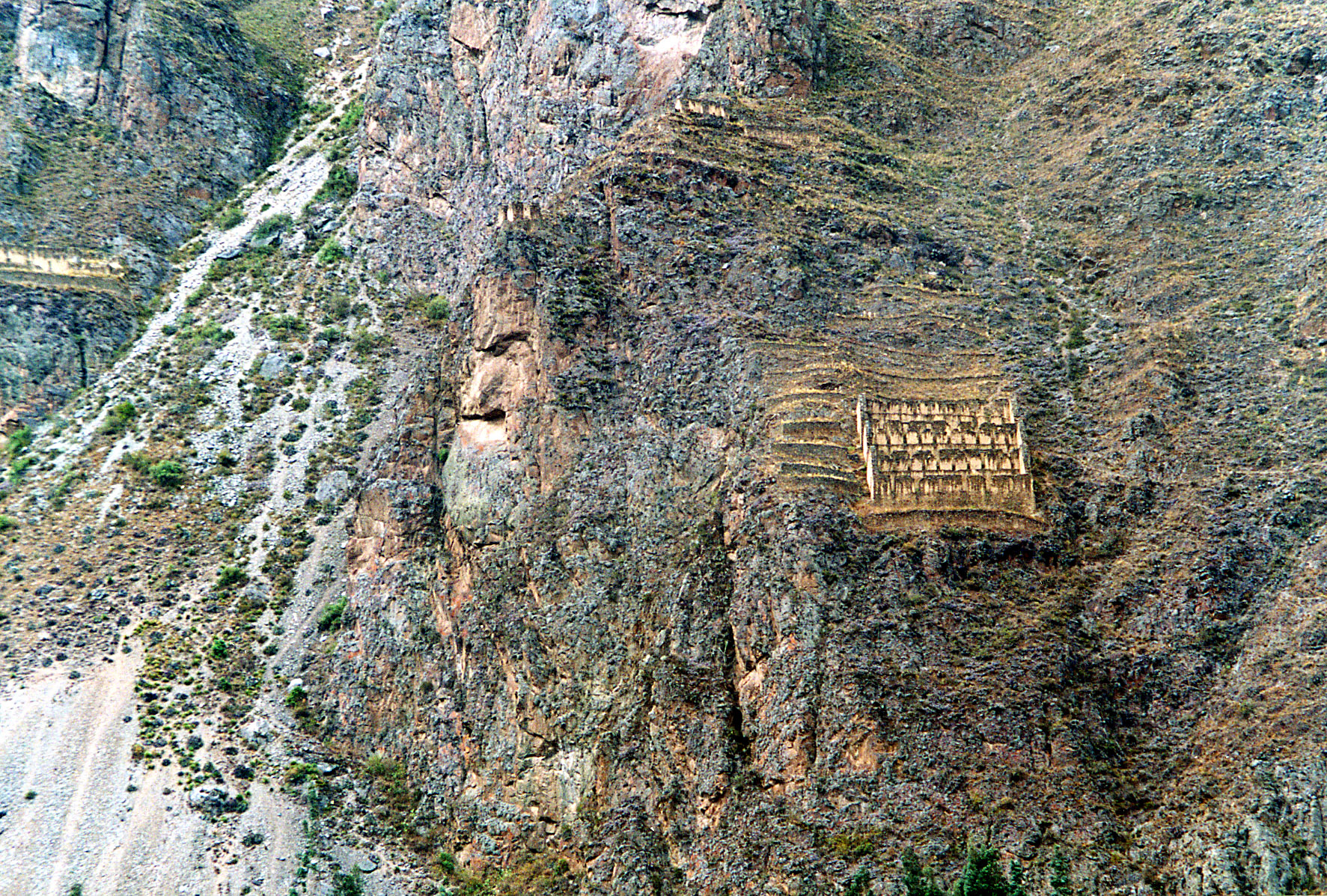
Silos para guardar alimentos.
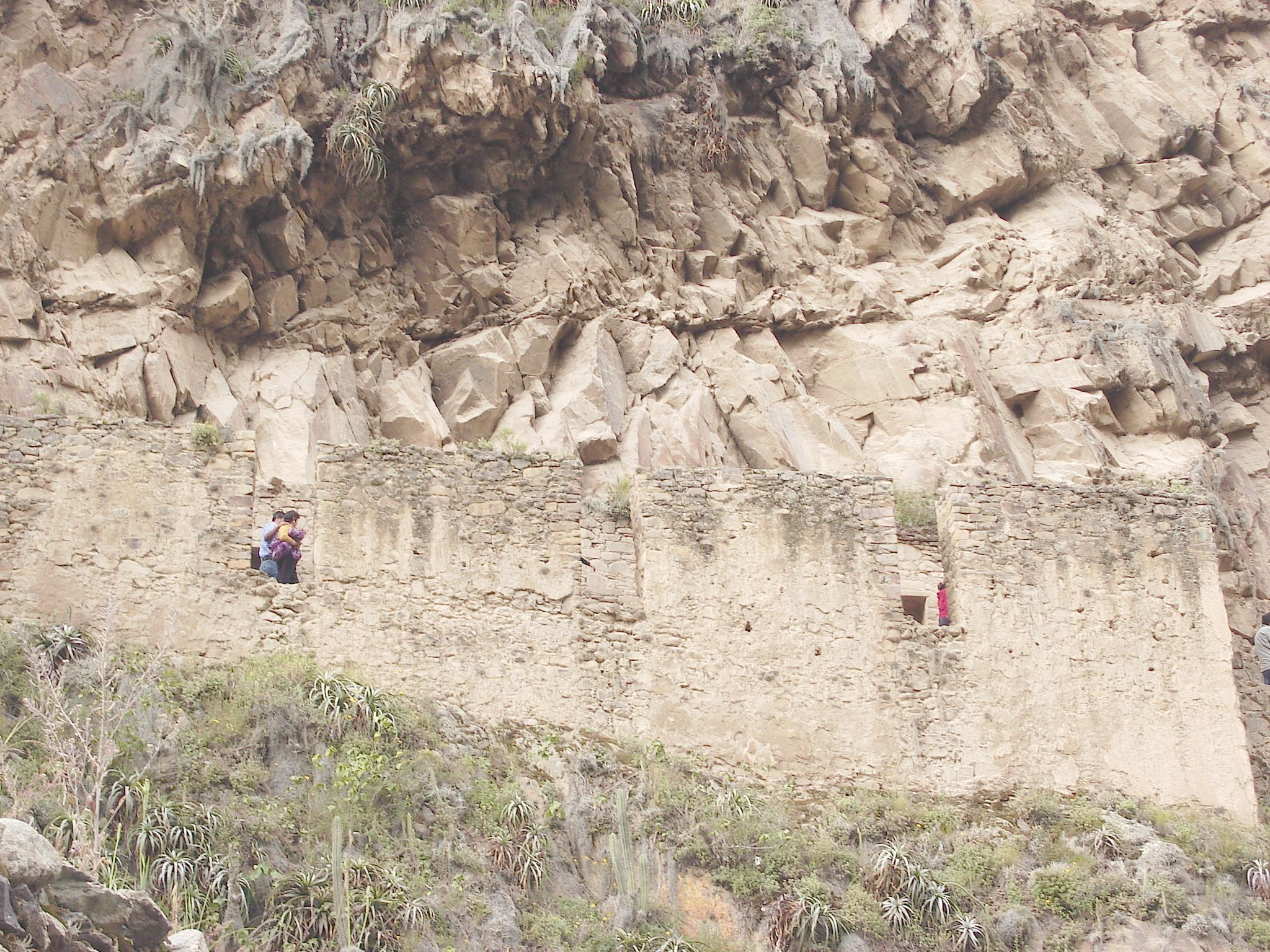
Paredões da cidade.
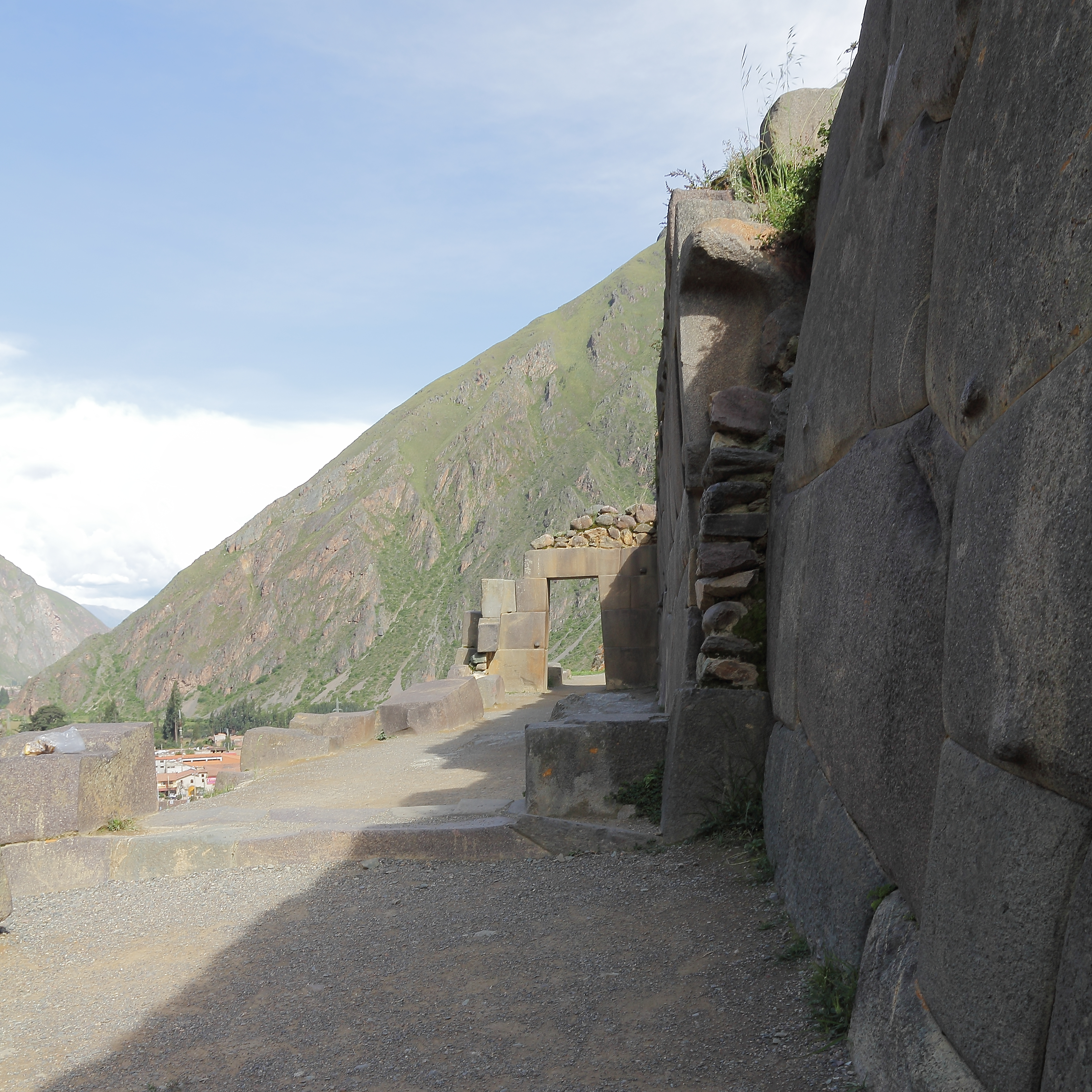
Portão que delimitava a área agrícola da area cerimonial
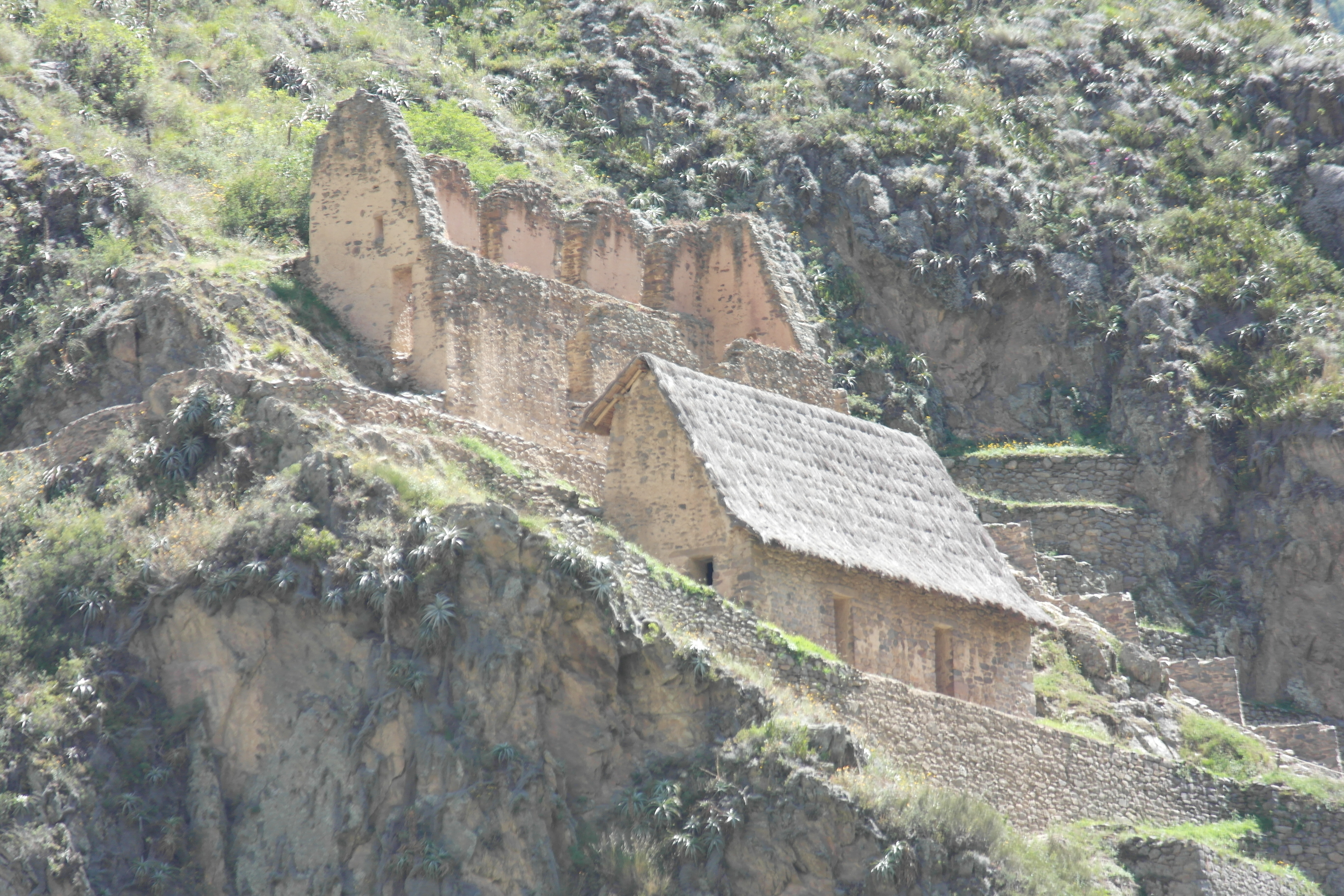
Casa dos camponeses era localizada acima dos terraços agrícolas
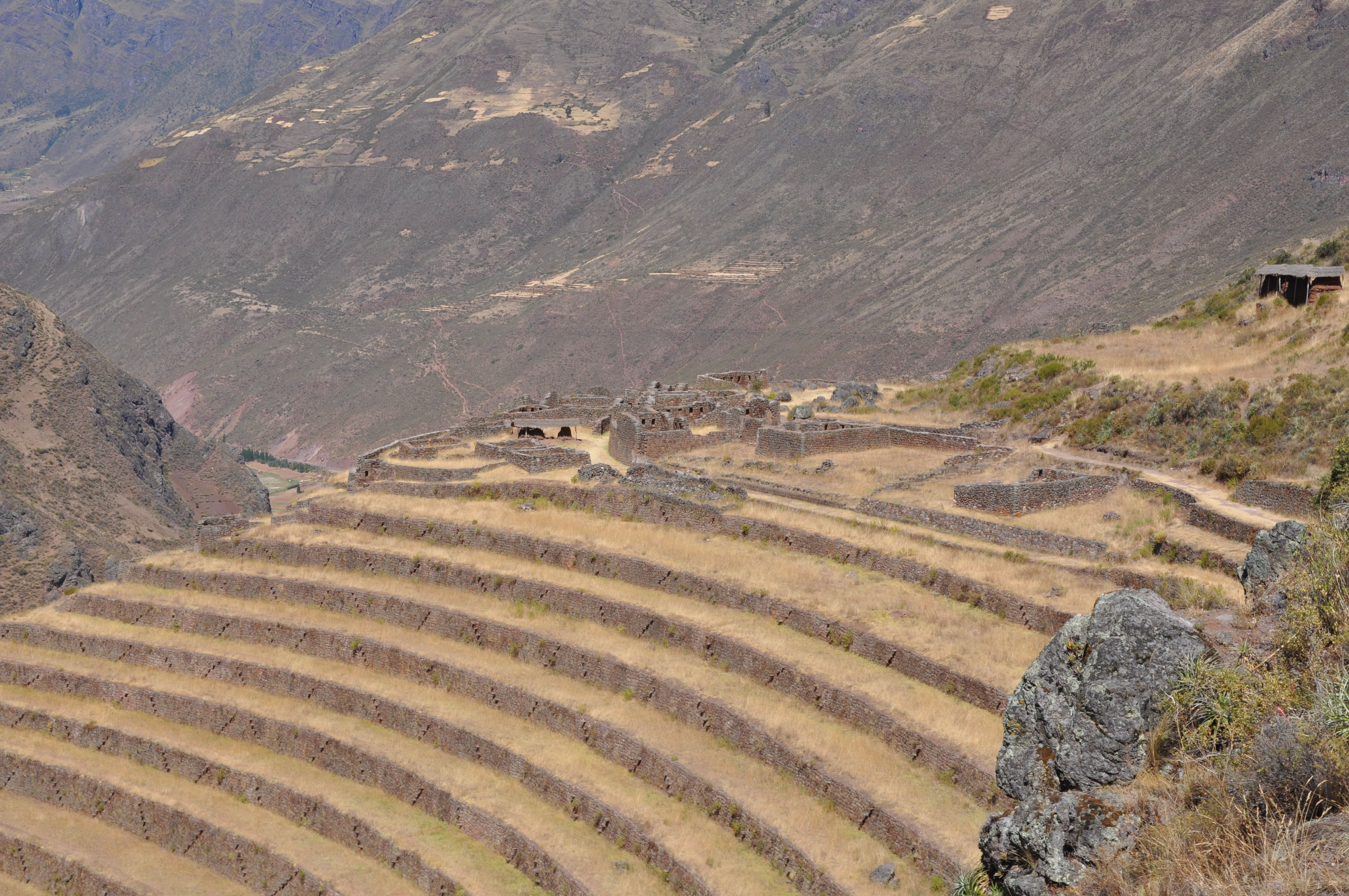
Vista dos terraços agrícolas e das ruínas das habitações dos camponeses